# El gen egoista
El gen egoista: les bases biològiques de la nostra conducta (The Selfish Gene en anglès) és una obra divulgativa sobre la teoria de l'evolució, escrita per Richard Dawkins en 1976.
S'hi interpreta l'evolució de les espècies des del punt de vista del gen en lloc de l'individu, alhora que posa en evidència la falsedat dels arguments de la teoria de selecció de grups.
Segons la teoria del gen egoista, el gen és la unitat evolutiva fonamental. Mitjançant aquesta idea es pretenia posar fi a algunes confusions creades per explicar determinades característiques físiques o conductuals dels éssers vius.
Examinant l'evolució des d'un punt de vista genètic, es poden explicar els fenòmens de Selecció natural grupals. Aquest llibre també és notable per introduir el concepte de mem.
En el pròleg de l'edició del trentè aniversari del llibre, Dawkins va exposar que "pot veure fàcilment que el títol del llibre podria donar una impressió inadequada del seu contingut" i en retrospectiva creu que hauria d'haver pres el consell de Tom Maschler i haver-ho anomenat The immortal Gene (El gen immortal).

## Contingut
La teoria de Dawkins estableix que són els gens -i no els individus- els agents sobre els quals opera l'evolució. Dawkins redefineix el concepte de gen com a unitat informativa heretable que produeix un o diversos efectes concrets, en tant pugui existir una altra unitat d'informació que produeixi efectes diferents, denominada al·lel, independentment de si es tracta d'un improbable gen aïllat o de diversos gens cooperatius; fins i tot és indistint si un gen es correspon amb un cromosoma sencer o amb un fragment.
L'egoisme constitueix una metàfora amb la qual Dawkins explica que la probabilitat que un gen prosperi, depèn de la seva capacitat d'adequació al medi.
Els organismes són, doncs, meres màquines de supervivència per a gens. Un gen d'un organisme segueix existint si dit ser es reprodueix. I, ja que els gens són la base de l'herència en la reproducció sexual, els gens que proporcionin avantatges reproductives per a l'individu al qual pertanyin els al·lels, tendiran a ser heretats per un nombre cada vegada més gran d'individus.
Una metàfora adequada per a la teoria del gen egoista és una resposta a la pregunta «Què va ser abans, la gallina o l'ou?». La resposta, segons la teoria del gen egoista, seria que la gallina no és més que el mitjà en què els ous es reprodueixen. Amb aquestes premisses, Dawkins explica les relacions socials: l'agressió, la guerra de sexes, el racisme, el conflicte generacional, i fins i tot la plausibilitat de l'altruisme.
Com a colofó de l'obra, Dawkins encunya el concepte de mem com a agent responsable de la transmissió cultural en l'ésser humà, anàleg al concepte de gen i, per tant, subjecte a les mateixes regles bàsiques de l'evolució (l'egoisme entre elles).

## Màquina de supervivència
El consepte màquina de supervivència' va ser desenvolupat pel biòleg Richard Dawkins, en el seu llibre El gen egoista (1976), en considerar els éssers vius com a meres màquines de transmissió dels gens, els quals serien les veritables unitats centrals de l'evolució. En les primeres línies del prefaci a l'edició de 1976, Dawkins va escriure: «Som màquines de supervivència, autòmats programats a cegues per tal de preservar l'existència de molècules egoistes, que anomenem gens, i que són presents en les nostres cèl·lules». Així, l'etòleg britànic va popularitzar la teoria que els gens són les veritables «unitats» centrals de l'evolució, traient el protagonisme als organismes vius. Segons Dawkins, al igual que les màquines, els éssers vius poden funcionar millor o pitjor en el seu entorn; sobrevivint i garantint la supervivència i reproducció dels gens al llarg del temps o bé desapareixent, com a conseqüència d'un procés de selecció evolutiva.

La idea de les «màquines de supervivència» posa l'accent en la reproducció de les cèl·lules, les quals abans de morir han de replicar el seu material genètic. Segons Dawkins és en la replicació on els gens deixen veure la seva importància i la seva essència,
| «                                        | Els diferents tipus de màquines de supervivència presenten una aparença molt variada tant en l'aspecte exterior com en els seus òrgans interns. Un pop no s'assembla en res a un ratolí i tots dos són molt diferents d'un roure. No obstant això, en la seva química fonamental són gairebé uniformes i, especialment, pel que fa als replicadors que porten, els gens són bàsicament el mateix tipus de molècules per a tots nosaltres, des dels bacteris fins als elefants. | » |
| — Richard Dawkins, El gen egoista (1976) | |   |

Els gens tenen l'objectiu de reproduir-se a si mateixos, a costa del que sigui, però no a costa d'un altre segment d'ADN idèntic, ja que tots dos són el mateix gen. Un gen no només està simultàniament en totes les cèl·lules del cos d'un individu; està simultàniament en diversos individus. El gen egoista no és només una porció física d'ADN, sinó totes les rèpliques d'una porció d'ADN, que puguin haver distribuïdes pel món. El mateix al·lel o valor en les mateixes posicions dins de la cadena d'ADN, és el mateix gen egoista, ja es trobi en un o en diferents individus. Encara que la idea d'embolcall (ésser viu) egoista podria considerar-se de forma secundària, els arguments de Dawkins es basen en l'egoisme dels gens, no dels seus embolcalls. Dawkins anomena els gens egoistes perquè per a ells és inevitable intentar reproduir-se a tot preu, a costa de qualsevol altra cosa que trobin al seu pas, però no a costa d'un altre segment d'ADN idèntic. Així, els éssers vius som les màquines de supervivència construïdes pels nostres gens per a la seva pròpia perpetuació.
Hi ha idealistes que rebutgen impulsivament la idea d'una naturalesa basada en gens egoistes i n'hi ha que només veuen en ella egoisme i destrucció, si bé és cert que la naturalesa no és «mare» més enllà de la visió antropocèntrica de l'ésser humà. Més enllà d'aquesta visió, la natura és simplement indiferent. En el seu moment, la idea de les «màquines de supervivència» va suposar una manera diferent de veure les coses, pel que feia a moltes idees tradicionals, sobre unes idees evolutives centrades en els individus o les espècies (per no parlar de les idees religioses al respecte). Amb el temps, però, es va arribar a cert consens entre la comunitat científica sobre que aquesta idea és la que probablement més s'acosta a la realitat.
Màquina de supervivència és un terme probablement encunyat per Nikolaas Tinbergen.